# Liste der Wiener Gemeindebauten/Brigittenau
Diese Liste zählt die Gemeindebauten im 20. Wiener Gemeindebezirk Brigittenau auf.
Es werden nur solche Objekte angeführt, die seit Beginn des sozialen Wohnbaus errichtet wurden. Ältere Häuser, die im Besitz der Stadt Wien sind und in denen ebenfalls Gemeindewohnungen vergeben werden, fehlen daher.
| Name / ID                                                   | Foto |                 | Adresse                                | Baujahr   | Architekt(en) | Kunstobjekte | Wohnungen | Anmerkungen |
| ----------------------------------------------------------- | ---- | --------------- | -------------------------------------- | --------- | --- | --- | --------- | --- |
| 1425                                                        | 1    | Datei hochladen | Adalbert-Stifter-Straße 23–31 Standort | 1955–1957 | Otmar Brunner, Slawa Coen-Walewa, Hilde Filas, Franz Klimscha, Friedrich Radocsay, Helmut Schinzel, Rudolf Sorgo                                   | Brunnenplastik Ruhendes Paar von Hannes Haslecker, Supraporte Kristalline und vegetative Formen von Karl Prantl, Supraporte Flötenspielende Knaben von Hermann Walenta, Mosaik Aus der Spielzeugschachtel von Maximilian Florian am Kindergarten | 405       | Kunstobjekte unter Denkmalschutz |
| Franz-Koblizka-Hof 18                                       | BW   | Datei hochladen | Adalbert-Stifter-Straße 35 Standort    | 1968–1970 | Erna Grigkar-Kapinus, Erich Huber, Adolf Kautzky, Gerhard Krampf, Florian Omasta, Libuse Partyka, Josef Schuster                                   | Betonwand mit Glasmosaikfenstern von Hans Robert Pippal | 463       | Benannt nach dem Bezirksvorsteher der Brigittenau Franz Koblizka (1906–1971) |
| 1718                                                        | 1    | Datei hochladen | Allerheiligengasse 5 Standort          | 1999      | Erich Amon, Erika Hotzy-Peters | | 40        | |
| Johann-Böhm-Wohnhausanlage 1431                             | 1    | Datei hochladen | Brigittaplatz 1–2 Standort             | 1960/61   | Rudolf Hofmann, Rudolf Kowarz, Wilhelm Kroupa, Matthias Lukas Lang, Walter Proché, Heinz Surböck, Fritz Waage                                      | Steinplastik Eisbär von Gertrude Fronius, Steinplastik Bär mit Jungem von Mathias Hietz, Wand mit Terrakotta-Plastiken Hundert Jahre Automobil von Leopold Schmid | 439       | Benannt nach Johann Böhm Eisbärplastik unter Denkmalschutz |
| Karl-Michal-Hof 236                                         | 1    | Datei hochladen | Brigittaplatz 9 Standort               | 1951      | Helmut Schinzel, Heinrich Vana | Wandmosaik Fischer mit Netz von Hans Fabigan | 146       | Benannt nach dem Bezirksvorsteher der Brigittenau Karl Michal (1885–1972) |
| Manfred-Ackermann-Hof 1408 HERIS-ID: 49059 Objekt-ID: 52652 | 1    | Datei hochladen | Brigittaplatz 11–13 Standort           | 1928–1930 | Karl Badstieber | | 20        | Denkmalschutz Benannt nach Manfred Ackermann |
| 1441                                                        | 1    | Datei hochladen | Brigittenauer Lände 48 Standort        | 1974–1976 | Johann Ausch | Plastik Quellnymphe-Sitzendes Mädchen von Rudolf Schwaiger, ursprünglich im Hof, seit 2. Juli 2013 zuerst in der Ausstellung „Die 70er Jahre“ im MUSA – Museum auf Abruf gezeigt und ab 4. Jänner 2014 im Bereich vor dem Museum in der Felderstraße aufgestellt. | 60        | |
| 1411 HERIS-ID: 49074 Objekt-ID: 52667                       | 1    | Datei hochladen | Brigittenauer Lände 138–142 Standort   | 1931/32   | Max Hegele | | 54        | Denkmalschutz |
| Dr.-Ellenbogen-Hof 41                                       | 1    | Datei hochladen | Brigittenauer Lände 148–154 Standort   | 1959–1961 | Alfred Bartosch, Julius Csizmazia, Ernst Lederer-Ponzer, Raymund Schüller, Oskar Unger, Franz Wafler senior                                        | Steinskulptur Vater und Sohn von Rudolf Kedl, Abstrakte Skulptur von Wander Bertoni | 354       | Benannt nach Wilhelm Ellenbogen Kunstobjekte unter Denkmalschutz, weitere Skulptur Vogeltränke von Kurt Ohnsorg nicht vorhanden Identadressen Klosterneuburger Straße 118-122, Dietmayrgasse 12-14                                         |
| 1413                                                        | 1    | Datei hochladen | Brigittenauer Lände 170-172 Standort   | 1967–1968 | Otto Artner, Erwin Christoph, Otto Erhartt, Helmut Leierer, Hans Petermair                                                                         | Kunststeinplastik Keim von Heinrich Deutsch, Natursteinplastik Stehende Figur von Roland Goeschl | 315       | Plastik Stehende Figur unter Denkmalschutz Identadresse Spielmanngasse 5 |
| 1443                                                        | BW   | Datei hochladen | Burghardtgasse 22 Standort             | 1983–1985 | Wilfried Fragner | | 18        | |
| 1407                                                        | BW   | Datei hochladen | Burghardtgasse 30 Standort             | 1983–1985 | Anton Dolenz | | 18        | |
| 1432                                                        | BW   | Datei hochladen | Burghardtgasse 32–38 Standort          | 1960/61   | Peter Foltin, Wilhelm Foltin, Hanns Hack | | 75        | |
| 1436                                                        | BW   | Datei hochladen | Bäuerlegasse 31 Standort               | 1953–1955 | Alfons Binder | | 59        | |
| Grossmannhof 230 HERIS-ID: 49076 Objekt-ID: 52669           | 1    | Datei hochladen | Denisgasse 39–41 Standort              | 1925/26   | Viktor Reiter, Wilhelm Rumler, Anton Valentin | | 81        | Denkmalschutz Benannt nach Oskar Grossmann |
| Plocekhof 228 HERIS-ID: 49090 Objekt-ID: 52683              | 1    | Datei hochladen | Denisgasse 54 Standort                 | 1925/26   | Paul May, Adolf Paar | | 120       | Denkmalschutz Benannt nach dem Widerstandskämpfer Johann Plocek (1890–1943) |
| 1756                                                        | 1    | Datei hochladen | Dresdner Straße 1–5 Standort           | 1977–1980 | Hans Bichler, Artur Paul Duniecki, Hubert Schober                                                                                                  | Kalksandsteinfigur Räumlich-plastische Entfaltung einer Skulptur von Josef Pillhofer (im Zwischenbereich zur Anlage Meldemannstraße 2–4) | 73        | |
| 1757                                                        | 1    | Datei hochladen | Dresdner Straße 7–11 Standort          | 1985–1987 | Anton Lenhardt | | 61        | |
| 1435                                                        | 1    | Datei hochladen | Dresdner Straße 48–54 Standort         | 1960–1963 | Otto Erhartt, Johann Schobermayr | Mosaikfriese Tiere im Donauraum von Lois Pregartbauer, Eisenplastik Pfeiler von Eduard Robitschko | 154       | |
| 1416                                                        | 1    | Datei hochladen | Engerthstraße 37 Standort              | 1949–1951 | Anton Siegl, Joseph Zimmel | Sgraffitowandbild Brigitta-Kirtag von Hermine Aichenegg | 112       | Identadresse Friedrich-Engels-Platz 17 |
| 1439                                                        | 1    | Datei hochladen | Engerthstraße 56–58 Standort           | 1968–1970 | Friedrich Grünberger, Georg Russwurm, Fritz Zügner                                                                                                 | Farbglasrelief Tropische Schmetterlinge auf Blattform von Hannes Neubauer (1962) | 155       | Identadresse Friedrich-Engels-Platz 21 |
| Otto-Gratzl-Hof 237                                         | 1 BW | Datei hochladen | Engerthstraße 60–74 Standort           | 1954–1957 | August Bauer, Josef Hansmann | Steinbrunnen mit kniender Frauenfigur von Georg Zauner, Mosaikwandbild Uferschutzbauten im 18. Jahrhundert von Alfred Karger, Mosaikwandbild Fische, Boje, Vögel von Franz Elsner | 351       | Benannt nach dem Gewerkschafter und Politiker Otto Gratzl (1914–1976) Brunnen unter Denkmalschutz |
| 1423                                                        | 1 BW | Datei hochladen | Engerthstraße 82 Standort              | 1954–1956 | Max Brandhuber, Kurt Buchta, Rolf Thomas Lauterbach, Leopoldine Schwarzinger                                                                       | Supraportenmosaike Völkerfamilie von Rudolf Hausner und Erich Pieler, nur mehr teilweise vorhanden | 224       | |
| Beer-Hof 231 HERIS-ID: 49051 Objekt-ID: 52644               | 1    | Datei hochladen | Engerthstraße 83–97 Standort           | 1925–1926 | Karl Schmalhofer | | 435       | Denkmalschutz Benannt nach dem Politiker Rudolf Beer (1863–1923). Auch Weißer Block genannt. |
| Janecek-Hof 229 HERIS-ID: 49052 Objekt-ID: 52645            | 1    | Datei hochladen | Engerthstraße 99–109 Standort          | 1925–1926 | Wilhelm Peterle | | 738       | Denkmalschutz Benannt nach dem Bezirksvorsteher der Brigittenau Johann Janecek (1881–1932), Identadresse Donaueschingenstraße 30 |
| Robert-Blum-Hof 225 HERIS-ID: 49047 Objekt-ID: 52640        | 1    | Datei hochladen | Engerthstraße 110–118 Standort         | 1923/24   | Erich Franz Leischner, Hubert Gessner | Büste Robert Blums von Mario Petrucci oberhalb des Einganges (1953, Ersatz für eine ältere Büste von Florian Josephu-Drouot) | 249       | Denkmalschutz Benannt nach Robert Blum |
| 1427                                                        | 1    | Datei hochladen | Engerthstraße 132 Standort             | 1956–1958 | Erwin Fabrici | | 20        | |
| 1409 HERIS-ID: 48125 Objekt-ID: 51521                       | 1    | Datei hochladen | Friedrich-Engels-Platz 1–10 Standort   | 1930–1933 | Rudolf Perco | Figuren Schreitender und Schreitende von Karl Stemolak (1933), Denkmalanlage für Gregor Mendel und Erich Tschermak-Seysenegg von Mario Petrucci (1953–1957), Mosaike Jagd und Fischerei von Mario Petrucci (1953) | 968       | Denkmalschutz Denkmalschutz für die freistehenden Figuren (Schreitender, Schreitende und Gregor-Mendel-Denkmal) Identadressen Aignerstraße 8-14 (ID 986), Friedrich-Engels-Platz 9 (ID 985), Kapaunplatz 1 (ID 337), Leystraße 23 (ID 555) |
| 1428                                                        | 1    | Datei hochladen | Griegstraße 1–3 Standort               | 1957–1959 | Alois Brunner, Anton Ceplecha, Stefan Karabiberoff, Jakob Zachar                                                                                   | Sandsteinplastik Zeichen von Karl Prantl (1959) | 219       | Plastik unter Denkmalschutz |
| Georg-Schmiedel-Hof 233 HERIS-ID: 49082 Objekt-ID: 52675    | 1    | Datei hochladen | Hannovergasse 13–15 Standort           | 1927/28   | Viktor Weixler | Keramikfries Vindobona von Josef Franz Riedl oberhalb des Einganges in der Kluckygasse | 80        | Denkmalschutz Benannt nach Georg Schmiedel Identadresse Kluckygasse 16-18 |
| 1444                                                        | 1    | Datei hochladen | Hartlgasse 28–30 Standort              | 1987–1989 | Harry Glück, Heinz Hilmer, Wilhelm Holzbauer, Christoph Sattler                                                                                    | Steinplastik Anubis von Walter Angerer-Niketa | 161       | Bauteil Hartlgasse 28 von Harry Glück, Bauteil Hartlgasse 30 von Hilmer/Sattler, Bauteil Dammstraße 27–31 von Holzbauer |
| 1448                                                        | BW   | Datei hochladen | Hartlgasse 40 Standort                 | 1992–1994 | Robert Labi | | 13        | |
| 1449                                                        | 1    | Datei hochladen | Hellwagstraße 16a Standort             | 1993–1995 | Otto Kucera, Gerhard Moßburger, Christa Partsch, Helmut Partsch                                                                                    | | 28        | |
| Johann-Kaps-Hof 40                                          | 1 BW | Datei hochladen | Jägerstraße 62–64 Standort             | 1957–1961 | Rotraut Hommer, Richard Horner, Franz Hubert Matuschek, Anton Ubl                                                                                  | Bronzefigur auf Kunststeinschale Gänsebrunnen von Alois Heidel (nur mehr die Schale vorhanden) | 727       | Benannt nach Johann Kaps Brunnen unter Denkmalschutz |
| 1437                                                        | 1    | Datei hochladen | Jägerstraße 89–95 Standort             | 1964–1966 | Othmar Augustin, Max R. Gosch, Hans Hohenegger, Rudolf Jarosch, Siegfried Mörth, Heinz Scheide, Werner Schröfl, Norbert Ullreich, Liselotte Zauner | Figur Abstraktion aus Chromnickelstahl von Josef Schagerl | 541       | Figur unter Denkmalschutz |
| 1418                                                        | 1    | Datei hochladen | Kapaunplatz 4–6 Standort               | 1950–1953 | Alfred Dreier, Walter Muchar, Friedrich Schlossberg                                                                                                | | 253       | nördliche Erweiterung des Engelsplatzhofes |
| 1419                                                        | 1    | Datei hochladen | Kapaunplatz 7 Standort                 | 1950–1953 | Viktor Mittag, Karl Adolf Schubert, Anton Schmid, Anton Dolenz                                                                                     | Kunsteinhauszeichen: Rauchfangkehrer von Florian Josephu-Drouot, Erdarbeiter von Elisabeth Ziska, Gärtner und Baumeister von Joseph Tautenhayn, Pfahlfundierer, Betonmischer, Anstreicher, Glaserer, Steinmetz und Tischler von Anton Endstorfer, Maurer, Dachdecker und Spengler von Karl Perl, Gerüster und Mörtelweib von Margarete Markl, Zimmermann und Installateur von Hugo Franz Kirsch. | 746       | nördliche Erweiterung des Engelsplatzhofes |
| Erna-Musik-Hof 1430                                         | 1    | Datei hochladen | Klosterneuburger Straße 99 Standort    | 1959–1962 | Alfons Binder, Viktor Fenzl, Walter Hübner, Ferdinand Kitt, Otmar Patak, Joseph Zimmel                                                             | Neun freistehende Mosaikstelen: Himmelsgewölbe und Spiralnebel von Hermine Aichenegg, Gestirne (2 Stelen) von Anton Lehmden, Planetensystem und Sonnenfinsternis von Arnulf Neuwirth, Milchstraßentier im Kampf mit dem Bösen von Maximilian Melcher, Aufsteigende Himmelskörper und Herabfallende Himmelskörper von Karl Anton Wolf                                                             | 196       | Benannt nach Erna Musik. Die Stiegen 5 und 6 bilden einen gesonderten vierundzwanzigstöckigen Block, der „Freiheitsturm“ heißt. |
| 1424                                                        | BW   | Datei hochladen | Kluckygasse 11–13 Standort             | 1955/56   | Heinrich Schmid junior | Natursteinrelief Pelikan von Elisabeth Ziska | 32        | |
| Pokornyhof 234 HERIS-ID: 49094 Objekt-ID: 52688             | 1    | Datei hochladen | Wexstraße 14–18 Standort               | 1925–1929 | Erwin Ilz, Hans Pfann, Sigmund Katz | | 100       | Denkmalschutz Benannt nach dem Politiker und Opfer des Nationalsozialismus Johann Pokorny (1882–1940), Identadresse Leipziger Straße 11-15                                                                                                 |
| 1414 HERIS-ID: 49038 Objekt-ID: 52631                       | 1    | Datei hochladen | Leystraße 19-21 Kapaunplatz 3 Standort | 1930–1931 | Rudolf Perco | | 384       | Denkmalschutz Gemeinsam mit dem Engelsplatzhof errichtet, von diesem aber baulich getrennt |
| 1434                                                        | 1    | Datei hochladen | Leystraße 38 Standort                  | 1960–1962 | | | 17        | |
| Szydzina-Hof 232 HERIS-ID: 49045 Objekt-ID: 52638           | 1    | Datei hochladen | Leystraße 83–85 Standort               | 1925/26   | Karl Ehn | | 66        | Denkmalschutz Benannt nach dem Schutzbündler und Opfer des Austrofaschismus Franz Szydzina (1908–1935), Identadresse Salzachstraße 4-6 |
| 1422                                                        | 1    | Datei hochladen | Leystraße 119 Standort                 | 1952–1954 | Anny Beranek | Natursteinrelief Dämmerung von Edmund Reitter | 51        | |
| 1440                                                        | 1    | Datei hochladen | Marchfeldstraße 16–18 Standort         | 1971–1974 | Erwin Christoph, Matthäus Jiszda II. | Figur Donauweibchen von Rudolf Schwaiger, Spielplastik von Georg Bossanyi | 173       | Donauweibchenfigur unter Denkmalschutz |
| 1758                                                        | 1    | Datei hochladen | Meldemannstraße 2–4 Standort           | 1982      | Hans Bichler, Artur Paul Duniecki, Hubert Schober                                                                                                  | Figur Räumlich-plastische Entfaltung, siehe Dresdner Straße 1–5 | 20        | |
| 1446                                                        | 1    | Datei hochladen | Pappenheimgasse 10–16 Standort         | 1991–1993 | Otto Häuselmayer, Michael A. Hein | | 138       | |
| 1412                                                        | BW   | Datei hochladen | Pappenheimgasse 29 Standort            | 1965–1967 | | | 127       | |
| Anton-Schmid-Hof 42                                         | 1    | Datei hochladen | Leipziger Straße 38–40 Standort        | 1964–1966 | Egon Fraundorfer, Rudolf Hönig, Robert Kotas, Eugenie Pippal-Kottnig                                                                               | Glasmosaike an den Portalen, die zwei an der Leipziger Straße von Hans Robert Pippal, das an der Pappenheimgasse von Erna Frank (Denkmallisteneintrag) | 209       | Benannt nach dem Widerstandskämpfer Anton Schmid (1900–1942) Glasmosaike unter Denkmalschutz, Identadresse Pappenheimgasse 31 |
| Josef-Baldermann-Hof 1433                                   | 1    | Datei hochladen | Pasettistraße 9–21 Standort            | 1960–1962 | Rudolf Grigkar, Josef (Jaroslav) Bayer, Richard Jicha                                                                                              | Abstrakte Ornamente, sieben Glasmosaike in den Eingangsbereichen von Otto Swoboda, Siegfried Fischer, Herbert Tasquil und Feri Zotter | 173       | Benannt nach dem Widerstandskämpfer Josef Baldermann (1903–1943) |
| Otto-Haas-Hof 226 HERIS-ID: 41514 Objekt-ID: 42004          | 1    | Datei hochladen | Pasettistraße 47–61 Standort           | 1924–1926 | Karl Dirnhuber, Margarete Lihotzky, Franz Schuster, Adolf Loos                                                                                     | | 265       | Denkmalschutz Benannt nach dem Widerstandskämpfer Otto Haas (1906–1944) Identadresse Winarskystraße 16-20 |
| Winarskyhof 227 HERIS-ID: 41515 Objekt-ID: 42005            | 1    | Datei hochladen | Pasettistraße 39–45 Standort           | 1924/25   | Peter Behrens, Josef Frank, Josef Hoffmann, Oskar Wlach, Margarete Lihotzky, Oskar Strnad                                                          | | 571       | Denkmalschutz Benannt nach Leopold Winarsky |
| Gerlhof 235 HERIS-ID: 62902 Objekt-ID: 75496                | 1    | Datei hochladen | Stromstraße 39–45 Standort             | 1930/31   | Heinrich Ried | Zwei identische Keramikreliefs aus grünen Majolikaplatten von Robert Obsieger, die antikisierende Szenen zeigen (Leystraße bzw. Vorgartenstraße) | 358       | Denkmalschutz Benannt nach dem Josef Gerl |
| 1447                                                        | 1    | Datei hochladen | Treustraße 58–60 Standort              | 1991/92   | Josef Krawina | | 59        | Identadresse Gerhardusgasse 7 |
| 1426                                                        | 1    | Datei hochladen | Treustraße 61–69 Standort              | 1956–1958 | Leo Nikolaus Bolldorf, Karl H. Brunner, Fritz Sammer, Anton Siegl                                                                                  | | 278       | Identadresse Brigittenauer Lände 72-78 |
| 1420                                                        | BW   | Datei hochladen | Treustraße 62 Standort                 | 1950/51   | Alois Plessinger | | 19        | |
| 1442                                                        | 1    | Datei hochladen | Vorgartenstraße 31–35 Standort         | 1983–1985 | Walter Proché, Kurt Stögerer | | 116       | |
| 1421                                                        | 1    | Datei hochladen | Vorgartenstraße 83–85 Standort         | 1951/52   | Ulrike Manhardt, Valerie Wild | | 71        | |
| 1410                                                        | 1    | Datei hochladen | Vorgartenstraße 93 Standort            | 1957/58   | Tibor Takacs | | 19        | |
| 1429                                                        | BW   | Datei hochladen | Wallensteinstraße 68–72 Standort       | 1957–1959 | Erwin Weissenböck, Josef Wenz, Joseph Zimmel | Natursteinplastik Mutter mit zwei Kindern von Rudolf Schwaiger, Bronzeplastik Gärtner von Franz Fischer | 176       | Plastiken unter Denkmalschutz |
| 1415                                                        | 1    | Datei hochladen | Wehlistraße 32-38 Standort             | 1914–1915 | Leopold Simony | Keramisches Relief mit Büste Der Hl. Leopold als Stifter von Klosterneuburg von Heinrich Karl Scholz (1936) | 115       | Umbau einer Wohnanlage für Fabriksarbeiter zu einem Familienasyl im Jahr 1935 |
| 1417                                                        | 1    | Datei hochladen | Wehlistraße 40 Standort                | 1949/50   | Alfred Chalousch | | 28        | |
| 1438                                                        | 1    | Datei hochladen | Winarskystraße 1–3 Standort            | 1964–1966 | Eberhart Hochenegger | | 49        | |